# Tích Xuyên
Tích Xuyên (chữ Hán giản thể: 淅川县, Hán Việt: Tích Xuyên huyện) là một huyện thuộc địa cấp thị Nam Dương, tỉnh Hà Nam, Cộng hòa Nhân dân Trung Hoa. Huyện này có diện tích 2798 km2, trong đó có 69% là núi non, 14% là mặt nước. Huyện Tích Xuyên có dân số năm 2005 là 740.000 người. GDP huyện Tích Xuyên năm 2004 là 5,02 tỷ nhân dân tệ. Mã số điện thoại huyện Tích Xuyên là 0377, mã vùng bưu chính 474400, huyện lỵ tại trấn Thành Quan.
Huyện này được chia ra thành các đơn vị hành chính gồm 16 trấn và hương. 
- Trấn: Thành Quan, Thượng Tập, Kim Hà, Lão Thành, Mã Đăng, Xuân Hoa, Hậu Pha, Cửu Trọng.
- Hương: Mao Đường, Tây Hoàng, Thao Hà, Kinh Quan, Tự Loan, Đại Thạch Kiều, Thịnh Loan và Thương Phòng.